# 怀远县
怀远县位于中国安徽省北部、淮河沿岸、涡河流贯，是蚌埠市下辖的一个县。宋置怀远军，元改怀远县。2006年被安徽省列为12个享有省辖市部分经济社会管理权限的试点县市之一。縣政府駐渦北新區禹都大道501號。区域总面积为2,193.9平方公里。

## 历史
南宋时，淮北一度沦入金国之地，在这里改设荆山镇。金亡后，南宋收复，复设荆山县。宝祐五年（1257年）于此设“怀远军”，辖荆山县，地跨淮河两岸。“怀远”名称亦自此开始。德祐二年（1276年）2月怀远军投降元军。元朝至元二十八年（1291年）正月撤废怀远军，与荆山县合并，改称怀远县，属濠州，隶于安丰路。

## 地理
地理坐标为东经116°45′-117°09′、北纬32°43′-33°19′。总面积2212平方公里，总人口127万。全县辖18个乡镇、361个村（居），2个省级经济开发区， 1个省级农业产业化示范区。
境内有淮涡二河和荆涂二山。
属温带半湿润季风气候，年平均气温15.4 ℃、降雨量900.9mm,四季分明，有梅雨季节。

## 人口
根据(安徽省)蚌埠市第七次全国人口普查公报显示：怀远县常住人口为935335人，男性占比51.08%，女性占比48.92%，年龄结构中0-14岁占比25.76%，15-59岁占比56.18%，60岁以上占比18.06%，65岁以上占比14.91%。

## 行政区划
怀远县下辖3个街道、17个镇、1个乡：
白乳泉街道、引凤街道、望淮街道、榴城镇、鲍集镇、龙亢镇、河溜镇、常坟镇、双桥集镇、魏庄镇、万福镇、唐集镇、白莲坡镇、褚集镇、古城镇、荆山镇、淝南镇、陈集镇、兰桥镇、淝河镇、徐圩乡和龙亢农场。

## 交通
- 345国道过境。

## 传说
上洪与下洪
相传大禹治水时曾在涂山脚下召开会议，防风氏因迟到而被大禹下令处决，防风氏的血染红了淮河，后来淮河边有了上洪（红）和下洪（红）两个渡口的名字。
望夫石
望夫石又称启母石，相传大禹的妻子涂山氏站在涂山上望着大禹治水的方向，等待夫君的归来，最后化为一块石头。

## 名胜
- 禹王宫：禹王宫位于怀远县境内东测的涂山之巅，属道教宫殿。
- 白乳泉（天下第七泉）
- 卞和洞：传说卞和在献和氏璧的途中躲雨的地方。

## 特产
白莲坡贡米、怀远石榴（玉石籽、白花玉石籽、玛瑙籽等）：中国地理标志产品。